# Michał Kośmiderski
Michał Kośmiderski (ur. 10 kwietnia 1888 w Poniewieżu, zm. 20 czerwca 1946 w Bydgoszczy) – polski duchowny metodystyczny, publicysta.

## Życiorys
Ukończył gimnazjum w Jekaterynosławiu oraz wydział matematyczno-przyrodniczy uniwersytetu w Odessie; studiował ponadto w ASP w Petersburgu. W 1921 poślubił Lidię z Kolubińskich, artystkę-malarkę. W 1922 przybył do Polski, gdzie podjął pracę nauczyciela matematyki i fizyki w gimnazjum metodystycznym w Klarysewie (jego żona uczyła rysunków). W 1928 przyjął ordynację na duchownego metodystycznego. Od 1926 pracował w miesięczniku „Pielgrzym Polski”, organie prasowym Kościoła, a od 1936 objął jego redakcję. Pastor zboru w Przemyślu (1933–1934), we Lwowie, Bydgoszczy (1938–1939 i 1945–1946) i Warszawie (1939–1944).

## Publikacja
- Zarys organizacji i dyscypliny Metodystycznego Kościoła w Polsce, Warszawa, 1938[6].